# بوجک هورسمن
بوجک هورسمن یک مجموعه تلویزیونی انیمیشن در ژانر کمدی سیاه است که توسط رافائل باب واکسبرگ ساخته شده است. ماجراهای این سریال عمدتاً در هالیوود اتفاق می‌افتد، این مجموعه حول محور اسبی انسان‌نما، بوجک هورسمن (با صداپیشگی.ویل آرنت)، ستاره یک مجموعه تلویزیونی کنسل شده دهه نود میلادی‌ست که در دوران افول خود به سر می‌برد. بوجک قصد دارد با استخدام نویسنده‌ای به نام دایان زندگی‌نامه خود را منتشر کند تا مجددا به دنیای شهرت بازگردد. این سریال همچنین درگیری‌های او با مدیر برنامه‌هایش، پرنسس کارولین (ایمی سداریس)، هم خانه‌اش تاد چاوز (با صدای آرون پال)، و سلامت روانی رو به زوال او را شرح می‌دهد. این مجموعه توسط کاریکاتوریست لیزا هاناوالت، دوست قدیمی باب واکسبرگ که قبلاً در وب کامیک Tip Me Over, Pour Me Out  همکاری می‌کرده، طراحی شده است.
بوجک هورسمن نخستین بار در 22 آگوست 2014 در نتفلیکس پخش شد. در 20 سپتامبر 2018، نتفلیکس سریال را برای فصل ششم و آخرین آن تمدید کرد و درنهایت در تاریخ 31 ژانویه 2020 با مجموع 77 قسمت به پایان رسید.

## محتوا
این سریال به دلیل برداشت واقع گرایانه‌اش از افسردگی، تروما، اعتیاد، رفتارهای خود ویرانگر، نژادپرستی، تبعیض جنسی، بارداری نوجوانان و تمایلات جنسی، مورد تحسین قرار گرفته است. بوجک هورسمن نقشی اساسی در ظهور Sadcom داشته است. یک قالب تراژیک که هم طنز و هم غم را به شکل متعادل در بستر یک مجموعه تلویزیونی منعکس می‌کند.

## بازخوردها
علی‌رغم عدم استقبال منتقدان از فصل نخست این سریال که نتفلیکس تبلیغات گسترده‌ای نیز برایش انجام داده بود، فصل‌های بعدی بشدت مورد توجه قرار گرفتند. ایندی‌وایر این سریال را در لیست بهترین انیمیشن‌های سریالی تاریخ قرار داد.
این سریال جوایز متعددی را نیز دریافت کرد. از جمله چهار جایزه تلویزیونی منتخب منتقدان برای بهترین سریال انیمیشن، سه جایزه انی و دو جایزه انجمن نویسندگان آمریکا. بوجک هورسمن همچنین سه بار نامزد دریافت جایزه امی ساعات پربیننده بوده است.
مجله GQ این سریال را به عنوان یکی از بهترین‌های دهه ستایش کرد و از آن به عنوان "معیاری که می توان بر اساس آن تمام کمدی های دهه را مورد قضاوت قرار داد." یاد کرد.